# Modrowronka jukatańska
Modrowronka jukatańska (Cyanocorax yucatanicus) – gatunek średniej wielkości ptaka z rodziny krukowatych (Corvidae) występujący w Ameryce Centralnej. Zasięg występowania ograniczony jest do półwyspu Jukatan i terenów sąsiednich w Meksyku, Belize i Gwatemali.

## Morfologia
Smoliście czarne upierzenie głowy, szyi, brzucha i spodnich sterówek kontrastuje z niebieskimi, lekko opalizującymi piórami skrzydeł, grzbietu i ogona oraz żółtymi nogami. U dorosłych osobników także dziób i oczy są czarne; u opierzonych piskląt pióra są biało-szare i niebieskie, a dziób i obwódki wokół oczu – jaskrawożółte. W drugim roku życia upierzenie przypomina już dorosłych z wyjątkiem wciąż żółtego dzioba i obwódki wokół oka oraz białych plam na końcu ogona. Najpóźniej barwę dorosłych przyjmuje oko i obwódka wokół niego, które stają się zupełnie czarne dopiero w czwartym roku życia.

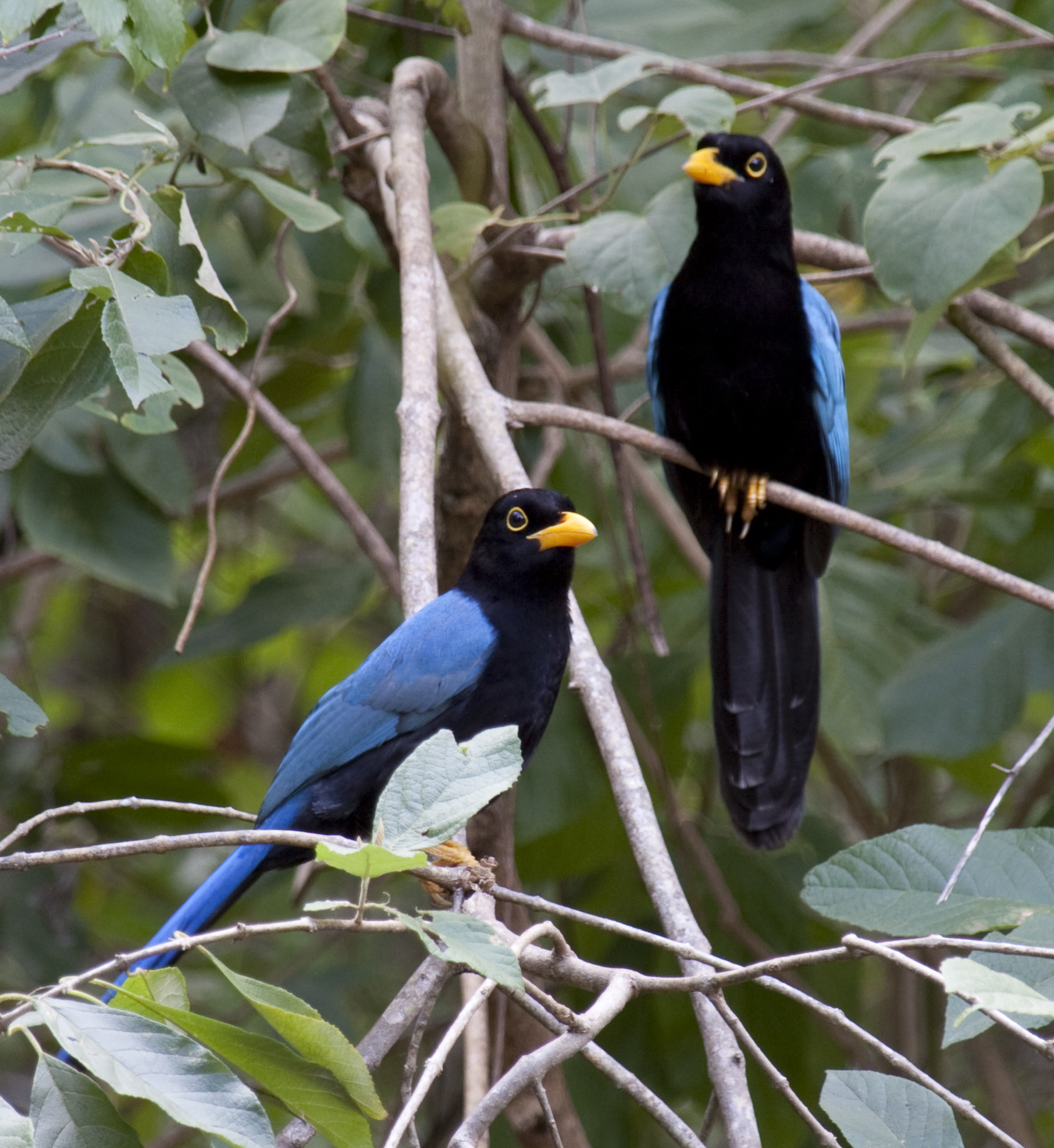
Osobniki młodociane łatwo odróżnić po żółtym dziobie i obwódce wokół oka

Średnie wymiary
- Długość ciała – 31–33 cm;
- Masa ciała – 105–128 g.

## Ekologia i zachowanie
Biotop
Naturalnym habitatem są subtropikalne i tropikalne suche lasy, wykarczowane obszary lasów deszczowych lub plantacje, niepołożone wyżej niż 250 m n.p.m. Rzadziej występują w lasach nadbrzeżnych, a w Belize – gdzie są mniej liczne – spotkać można je także w lasach sosnowych i na obrzeżach bagien. Ptak osiadły – rzadko obserwuje się, aby oddalały się o więcej niż 4 km od zwyczajowego miejsca pobytu.
Pożywienie
Są wszystkożerne, dostosowując dietę wraz ze zmieniającą się dostępnością pożywienia roślinnego i zwierzęcego. Żerują zarówno w koronach drzew, jak i na ziemi. Ich dieta składa się z nasion i owoców oraz bezkręgowców: gąsienic, pająków, mrówek, ślimaków czy larw. Obserwowano osobniki podążające za armiami wędrujących mrówek i wyjadające wypłoszone przez nich bezkręgowce.
Rozród
Gniazdo zakładają dość wysoko, blisko sklepienia lasu i na jego skraju (4,3 m – 9,1 m nad ziemią). Do luźno skonstruowanej platformy z patyków samica składa 4–6 różowawych jaj o błyszczącej skorupce. Opiekę nad młodymi sprawują rodzice wraz z młodymi z poprzedniego lęgu. Są ptakami towarzyskimi – przebywają zazwyczaj w grupach rodzinnych lub niewielkich stadach do 10 osobników. Jaja i pisklęta są zagrożone przez wiewiórki i nadrzewne węże. Osobniki dorosłe aktywnie bronią gniazd, alarmując grupę rodzinną i próbując odstraszyć potencjalnego napastnika.

## Systematyka
Etymologia
Nazwa rodzajowa jest połączeniem słów z języka greckiego: κυανος kuanos – „ciemnoniebieski” oraz κοραξ korax, κορακος korakos – „kruk, wrona” (κρωζω krōzō – „krakać”). Epitet gatunkowy odnosi się do terenu występowania – półwyspu Jukatan, w jego zlatynizowanej formie.
Podgatunki
Wyróżniono dwa podgatunki modrowronki jukatańskiej:
- C. yucatanicus rivularis – Tabasco i południowo-zachodnia część Campeche w południowo-wschodnim Meksyku. Ten podgatunek jest nieco większy i ma jaśniejszą niebieską barwę piór w porównaniu z podgatunkiem nominatywnym[6].
- C. yucatanicus yucatanius – południowo-wschodnie krańce Meksyku: stan Campeche (poza częścią południowo-zachodnią), Jukatan, Quintana Roo oraz północne krańce Gwatemali (departament Petén) i północne Belize.

## Status
Międzynarodowa Unia Ochrony Przyrody (IUCN) uznaje modrowronkę jukatańską za gatunek najmniejszej troski (LC, Least Concern) nieprzerwanie od 1988 roku. Organizacja Partners in Flight w 2019 roku szacowała liczebność populacji na 50 000 – 499 999 dorosłych osobników. Trend liczebności populacji oceniany jest jako stabilny.